# Jillian Pearlman
Il Capitano Jillian "Cowgirl" Pearlman, USAF, è un personaggio dei fumetti DC Comics. È la compagna di Hal Jordan nell'universo DC.

## Biografia del personaggio
Quarta figlia del proprietario texano di un ranch, Jillian si arruolò nella United States Air Force non appena compì diciannove anni. Il suo spirito tagliente, il suo comportamento, e l'accento texano le valsero il nome di "Cowgirl". Jillian incontrò l'alter ego di Hal Jordan, Lanterna Verde, dopo che le salvò la vita, quando il motore del suo jet, un X-2020, era in cedimento e, successivamente, incontrò Hal di persona alla Edwards Air Force Base. Jordan e Jillian sentirono un'attrazione romantica tra di loro, e presto capirono di avere molte cose in comune.

### Un Anno Dopo
Durante i 52 anni perduti, Cowgirl, Hal "Highball" Jordan e Shane "Rocket-Man" Sellers furono mandati in missione per la Air Force, in cui, strano a dirsi, Jordan non portò con sé il suo anello. Durante la missione, tutti e tre i jet furono abbattuti e i piloti trattenuti come prigionieri di guerra. Jordan riuscì a liberarsi dalle catene nel tentativo di evadere dal campo, riuscendovi quando i suoi catturatori tentarono di torturare Cowgirl di fronte a lui per costringerlo a rivelare i segreti degli americani, dato che torturare lo stesso Jordan non aveva funzionato. Cowgirl e Jordan riuscirono a sorprendere i loro aggressori e a sopraffarli, localizzarono Rocket-Man, ed evasero dal campo, giungendo infine in un campo amico e quindi in un ospedale. Una volta ritornati in America, furono consegnati loro le medaglie al valore in una cerimonia interrotta da una nave pilotata da Tomar-Tu che si schiantava sulla Terra. Quando i tre si ripresero del tutto, furono rimessi in servizio attivo, e gli fu concesso a patto che frequentassero delle sessioni di terapia. Tutti e tre marinarono tali sessioni, decidendo invece di andare insieme al Pancho's, il bar della stazione, e lavorare tra di loro.
Appena 24 ore dopo essere stata riattivata, Cowgirl fu mandata in missione insieme ai piloti "Sugarsnap" e "Whims" per abbattere gli stessi terroristi che la avevano catturata. Durante la missione, il suo jet fu colpito e la Air Force perse ogni contatto, costringendo Jordan a raggiungerla come Lanterna Verde quando ne venne a conoscenza. Quando giunse sul luogo dell'abbattimento e vicino al campo, di Jillian non c'era segno, in quanto i terroristi l'avevano caricata su una jeep e portata via quando seppero che Lanterna Verde stava per arrivare. Cowgirl diede uno strattone al volante, facendo sbattere la jeep contro un albero e cadere lei in un lago ghiacciato, da cui fu salvata da Hal Jordan, che lei riconobbe sotto la maschera. Mentre tentava di guarirla con il suo anello del potere, Hal venne attaccato dai cacciatori di taglie, finché John Stewart, sotto copertura come Hunder Dog, lo "catturò" e portò Cowgirl in ospedale.

### Star Sapphire
Quando la gemma di Star Sapphire riemerse, ospitata da Carol Ferris, attaccò Cowgirl al Pancho's per arrivare a Jordan, prima di capire che lui provava qualcosa per Jillian. Star Sapphire cambiò ospite, entrò nel corpo di Jillian e inseguì Jordan (che trasportava Ferris) attraverso la città, e tentava di farli sbandare. Riuscì infine a colpirlo e a farlo sbattere contro l'"Honeymoon Hotel". Jordan coprì Carol con un vestito da Lanterna Verde, e si batté contro Star Saphire, finalmente sconfiggendola quando la intrappolò sotto una macchina e strappò Star Sapphire fuori dal corpo di Jillian. Alla fine del combattimento, quattro Zamarons uscirono fuori da un portale, e una di loro affermò che sia Cowgirl che Carol Ferris sarebbero state entrambe i primi due membri del loro Corpo.
Jordan quindi chiese a Carol di tentare di rimuovere Star Sapphire da Cowgirl, mentre lui si confrontava contro le Zamaron. Anche se fu in grado di farlo, la pietra immobilizzò sia lei che Cowgirl mentre le Zamaron riuscirono a sopraffare Jordan. La pietra chiese a Jordan a quale delle due donne tenesse di più, e la donna che avrebbe scelto sarebbe rimasta con lui per sempre. In risposta, Hal baciò una delle Zamaron che in cambio convinse la pietra a rilasciare gli ostaggi e a prendere lei al loro posto. La pietra reagì violentemente al suo nuovo ospite, costringendo le Zamaron a ritirarsi e a fare ritorno sul loro pianeta.

### La notte più profonda
Pearlman risiede tuttora a Coast City, e vive con Hal Jordan. Recentemente è comparsa all'inizio di La notte più profonda, volando su un jet al fianco delle Lanterne Verdi della Terra per il "Giorno della Memoria" di Coast City.